# Stéphanie Falzon
Stéphanie Falzon née le 7 janvier 1983 à Bordeaux, est une athlète française, spécialiste du lancer du marteau. Elle mesure 1,70 m pour 77 kg. Son club est l'E.S. Bruges.

## Carrière
Elle échoue en qualifications du marteau aux Championnats d'Europe de Barcelone avec un jet à 64,34 m. La Tricolore ne passe pourtant pas loin d'une place en finale, puisque la 12e et dernière qualifiée, la Suédoise Tracey Andersson, a lancé son marteau à 66,48 m. Finalement, Stéphanie Falzon se classe 17e des séries.
Elle participe à l'émission Tout le monde veut prendre sa place le 30 octobre 2013.

## Palmarès
| Date | Compétition                          | Lieu     | Résultat | Marque  |
| ---- | ------------------------------------ | -------- | -------- | ------- |
| 2002 | Championnats du monde juniors        | Kingston | 6e       | 58,72 m |
| 2005 | Jeux de la Francophonie              | Niamey   | 1re      | 65,12 m |
| 2009 | Championnats du monde                | Berlin   | 9e       | 71,40 m |
| 2011 | Championnats du monde                | Daegu    | 12e      | 66,57 m |
| 2012 | Coupe d'Europe hivernale des lancers | Bar      | 3e       | 72,60 m |
| 2012 | Championnats d'Europe                | Helsinki | 6e       | 68,03 m |
| 2012 | Jeux olympiques                      | Londres  | 6e       | 73,09 m |

## Records
- 73,40 m le 8 juin 2010 au meeting de Montreuil
- 73,40 m le 26 juillet 2008 à Albi